# Figlio di ignoti
Figlio di ignoti (Close to My Heart) è un film del 1951 diretto da William Keighley.
È un film drammatico statunitense con protagonisti Ray Milland e Gene Tierney. È basato sul racconto breve Baby for Midge di James R. Webb pubblicato su Good Housekeeping nel luglio del 1950.

## Trama
I coniugi Brad e Midge Sheridan non possono avere figli e decidono di adottarne uno rivolgendosi a un'agenzia specializzata. Dopo essere venuta a sapere che un bambino è stato abbandonato alla stazione di polizia, Midge decide di adottarlo, ma Brad inizialmente si rifiuta.

## Produzione
Il film, diretto da William Keighley su una sceneggiatura e un soggetto di James R. Webb, fu prodotto da William Jacobs per la Warner Bros. e girato nei Warner Brothers Burbank Studios a Burbank, California, nell'aprile del 1951. I titoli di lavorazione furono A Baby for Midge e As Time Goes By. Oleg Cassini, accreditato come costumista della Tierney, era sposato con quest'ultima al tempo delle riprese. Il film fu rifatto come episodio della serie radiofonica antologica Lux Radio Theatre trasmesso il 2 marzo 1953.

## Distribuzione
Il film fu distribuito con il titolo Close to My Heart negli Stati Uniti dal 3 novembre 1951 al cinema dalla Warner Bros.
Altre distribuzioni:
- in Portogallo il 9 gennaio 1953 (Lágrimas de Mulher)
- in Finlandia il 24 aprile 1953 (Isä vastoin tahtoaan)
- in Brasile (Lágrimas de Mulher)
- in Spagna (Cerca de mi corazón)
- in Grecia (Kathos kyloun ta hronia)
- in Italia (Figlio di ignoti)